# De vilda änglarna
De vilda änglarna (originaltitel: The Wild Angels) är en amerikansk film från 1966 om motorcykelgäng i Los Angeles. Filmen totalförbjöds i Sverige i december 1966, men den 8 juni 1967 sattes åldersgränsen till 15 år. 

## Handling
"Blues" är ledare för ett gäng inom Hells Angels som lever efter mottot "We wanna be free to do what we wanna do".

## Rollista (i urval)
- Peter Fonda - Heavenly Blues
- Nancy Sinatra - Mike
- Bruce Dern - Loser
- Diane Ladd - Gaysh
- Buck Taylor - Dear John
- Norman Alden - Medic
- Michael J. Pollard - Pigmy
- Lou Procopio - Joint